# 亀岡市立吉川小学校
亀岡市立吉川小学校（かめおかしりつ よしかわしょうがっこう）は、京都府亀岡市にある公立小学校。

## 沿革
- 1882年 明治15年 5月13日 - 穴太村外5ヶ村より分離して吉田村有小学校設立
- 1889年 明治22年 5月24日 - 吉川村立有秋尋常小学校と改称
- 1914年 大正3年 10月1日 - 新築校舎落成
- 1932年 昭和7年 5月13日 - 創立50周年記念式典挙
- 1935年 昭和10年 12月10日 - 校舎落成記念式典挙行
- 1936年 昭和11年 4月1日 - 青年学校女子部新設
- 1941年 昭和16年 4月1日 - 吉川国民学校と改称
- 1947年 昭和22年 4月1日 - 吉川村吉川小学校と改称
- 1952年 昭和27年 3月22日 - 吉川村吉川小学校と改称
- 1955年 昭和30年 - 亀岡市立吉川小学校発足
- 1974年 昭和49年 - 現在地に移転

## 通学区域
- 吉川町穴川 - 吉川町吉田[1]

## 進学先中学校
- 亀岡市立南桑中学校

## 交通アクセス
- 西日本旅客鉄道 (JR西日本) 山陰本線 亀岡駅より2km

## 周辺施設
- 亀岡インターチェンジ
- 国道9号

## 通学区域が隣接している学校
- 亀岡市立曽我部小学校
- 亀岡市立稗田野小学校
- 亀岡市立大井小学校
- 亀岡市立城西小学校